# Capusa graodes
Capusa graodes là một loài bướm đêm trong họ Geometridae.